# Bacnotan
Bacnotan ist eine Stadtgemeinde in der philippinischen Provinz La Union und liegt am Südchinesischen Meer. Im Jahre 2015 zählte sie 42.078 Einwohner.
Bacnotan ist in folgende 47 Baranggays aufgeteilt:
| - Agtipal - Arosip - Bacqui - Bacsil - Bagutot - Ballogo - Baroro - Bitalag - Bulala - Burayoc - Bussaoit - Cabaroan - Cabarsican - Cabugao - Calautit - Carcarmay | - Casiaman - Galongen - Guinabang - Legleg - Lisqueb - Mabanengbeng 1st - Mabanengbeng 2nd - Maragayap - Nangalisan - Nagatiran - Nagsaraboan - Nagsimbaanan - Narra - Ortega - Paagan - Pandan | - Pang-pang - Poblacion - Quirino - Raois - Salincob - San Martin - Santa Cruz - Santa Rita - Sapilang - Sayoan - Sipulo - Tammocalao - Ubbog - Oya-Oy - Zaragosa |